# Dariusz Koseła
Dariusz Koseła  est un footballeur polonais né le 12 février 1970 à Zabrze. Il évoluait au poste de milieu.

## Biographie

### En club
Il joue pendant près de 10 saisons dans le club du Górnik Zabrze. Il dispute au cours de sa carrière plus de 200 matchs en première division polonaise.
Participant aux compétitions européennes, il joue un match en Ligue des champions, et six en Coupe de l'UEFA. Il inscrit son unique but en Coupe d'Europe le 26 septembre 1989, lors du premier tour de la Coupe de l'UEFA contre la Juventus de Turin (défaite 4-2).

### En équipe nationale
Il fait partie du groupe polonais finaliste des Jeux olympiques d'été de 1992. Il ne joue toutefois aucun match lors du tournoi olympique.

## Carrière
- 1988-1998 :  Górnik Zabrze
- 1998-1999 :  Ruch Radzionków
- 2000 :  Fredersdorf-Vogelsdorf
- 2001-2003 :  Ruch Radzionków
- 2004-2006 :  ŁTS Łabędy
- 2006-2007 :  Tecza Wielowies

## Palmarès
Avec la Pologne :
- Médaillé d'argent aux Jeux olympiques d'été de 1992.